# Sonrisa arcaica

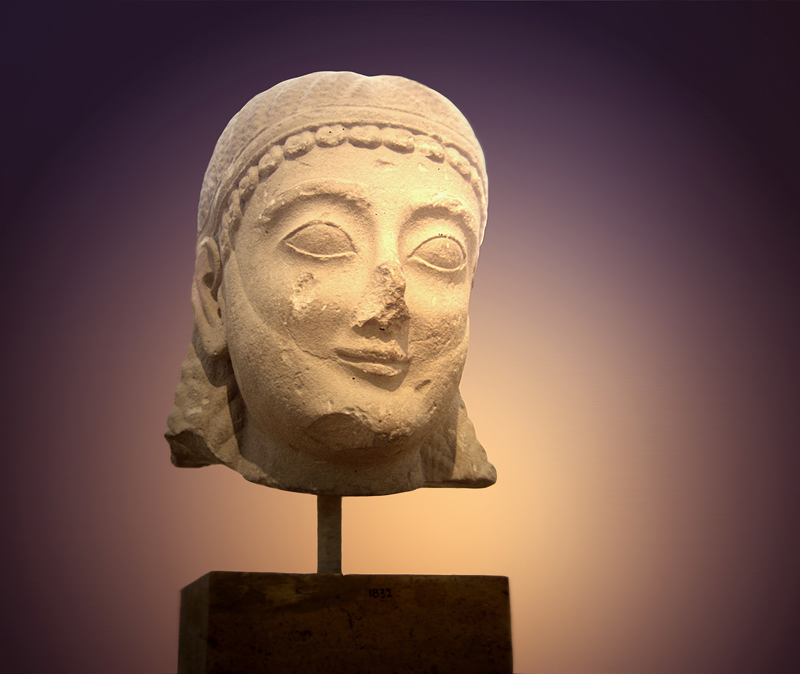
Cabeza de kuros (Museo Arqueológico Nacional de Atenas).

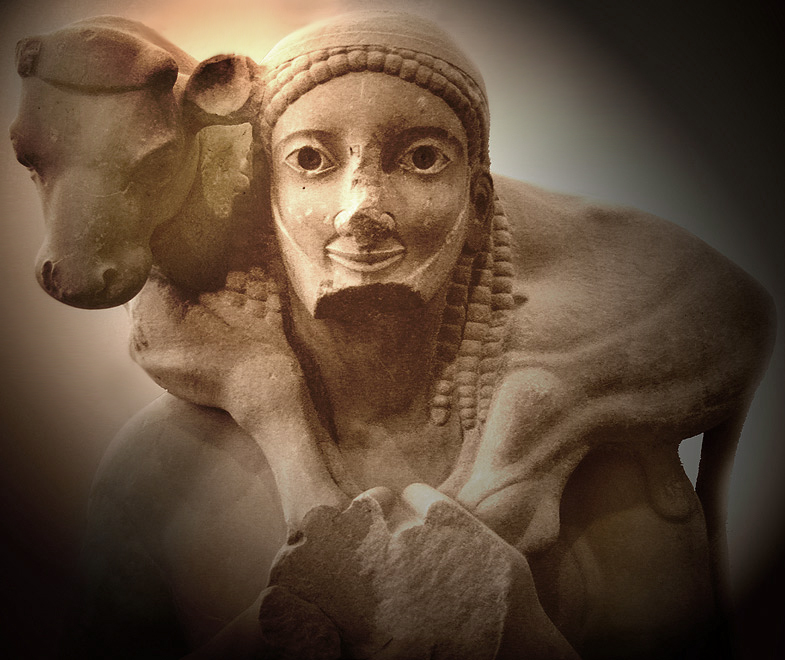
Moscóforo de la Acrópolis de Atenas, ca. 570 a. C.

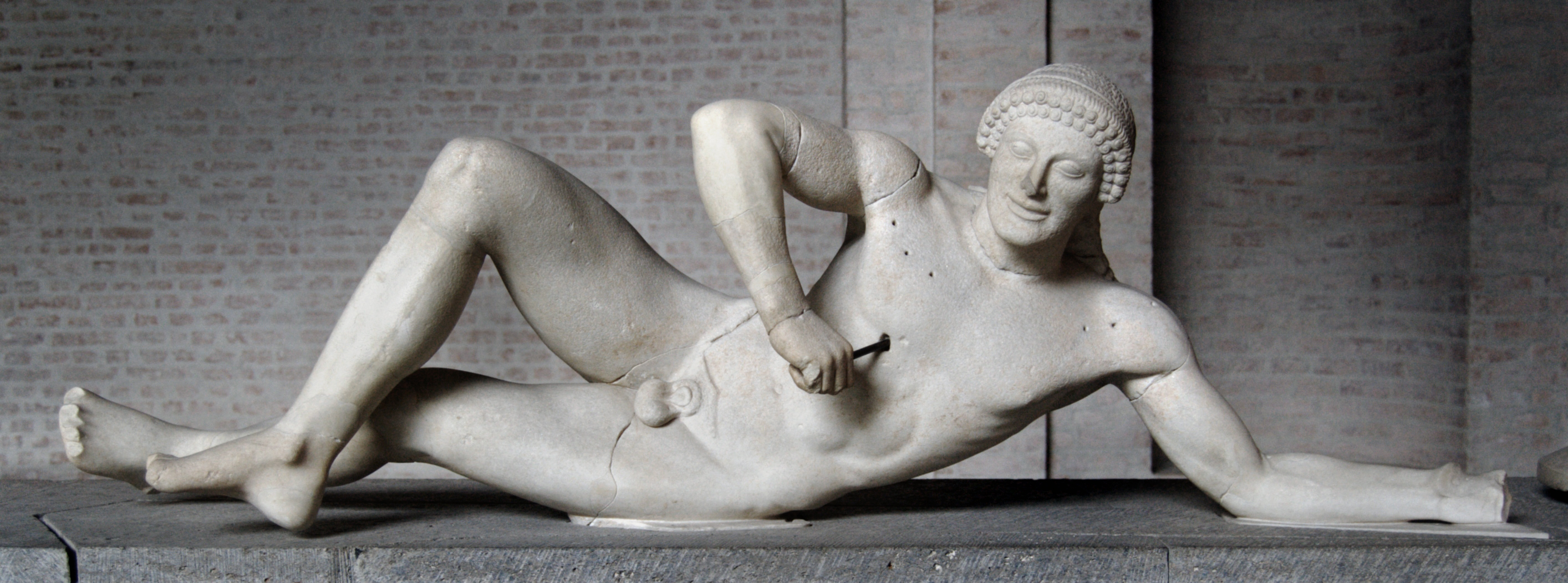
Guerrero del frontón occidental del Templo de Afaya en Egina, entre 510 a. C. y 470 a. C. (Gliptoteca de Múnich).

Sonrisa arcaica es la denominación historiográfica que se ha dado a un rasgo estilístico característico de la escultura griega de la época arcaica anterior al estilo severo.

## Localización y evolución
Se localiza espacialmente en Grecia continental, las islas del Egeo y la costa de Asia Menor; y temporalmente en el siglo VI a. C. (especialmente en su segundo cuarto, aunque se usó en los dos siglos anteriores al "siglo de Pericles" -mediados del siglo V-). Algunas de sus muestras más evidentes son el Moscóforo, el llamado Jinete Rampin, la Kore del Peplo, y el guerrero del frontón occidental del Templo de Afaya en Egina (que paradójicamente, representa a un moribundo). Hasta tal punto se ha identificado este último ejemplo con tal rasgo, que se denomina también como sonrisa eginética.
La tendencia hacia la supresión de la sonrisa arcaica se detecta en la evolución existente entre el Kuros de Tenea (hacia 550 a. C.) y el Kuros de Anavyssos (también denominado Kuros de Kroisos, hacia 530 a. C.); y lo mismo puede detectarse en las korai de la Acrópolis de Atenas.

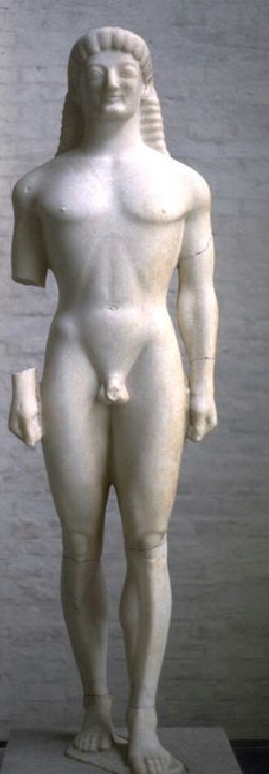
Kuros de Tenea, ca. 550 a. C. (Gliptoteca de Múnich).
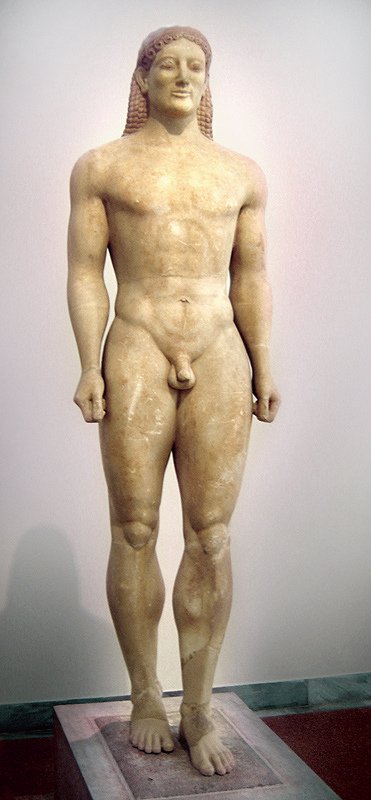
Kuros de Anavyssos, ca. 530 a. C. (Museo Arqueológico Nacional de Atenas).

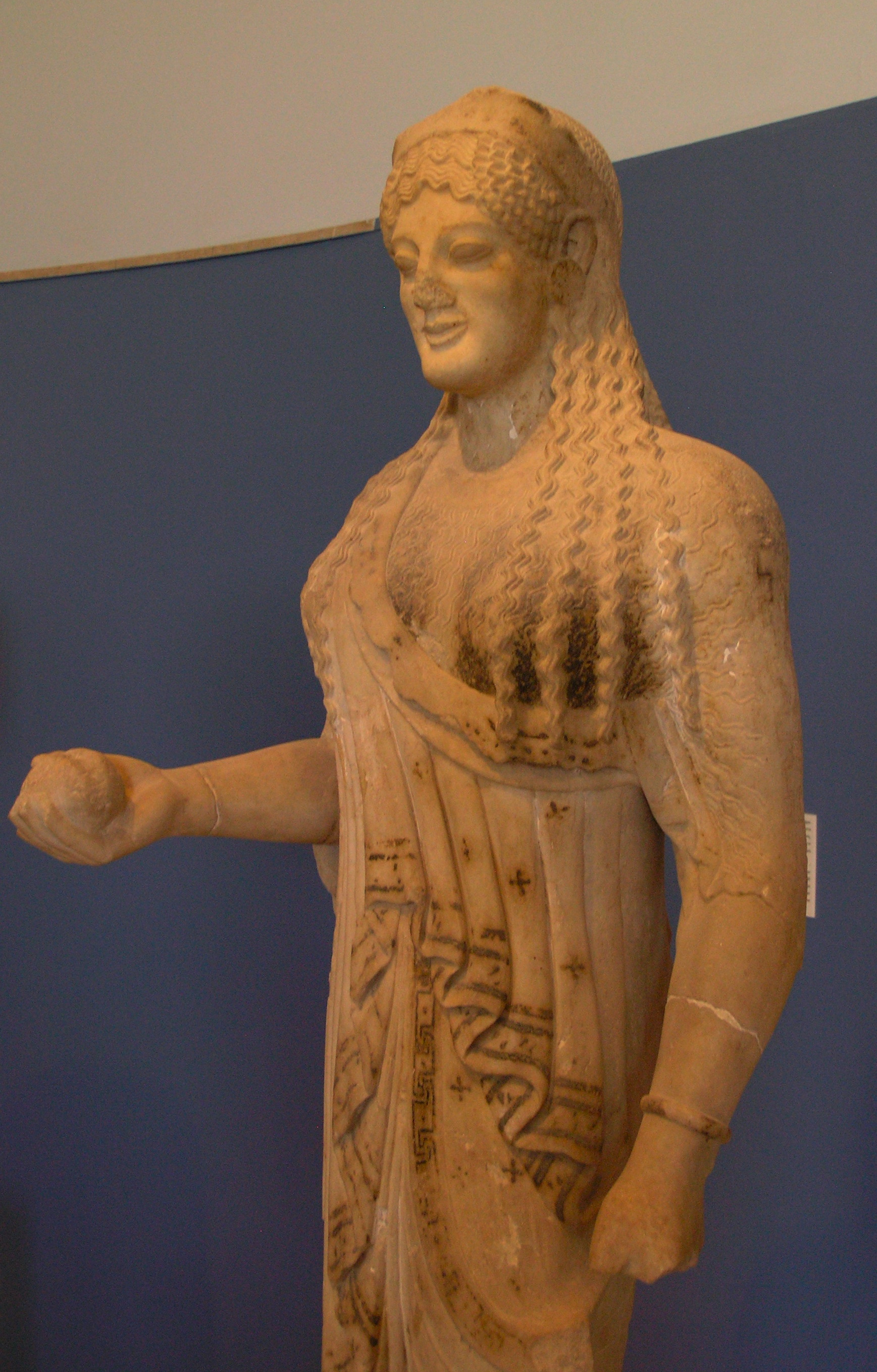
Kore 680, ca. 530 a. C. - 520 a. C. (Museo de la Acrópolis de Atenas).
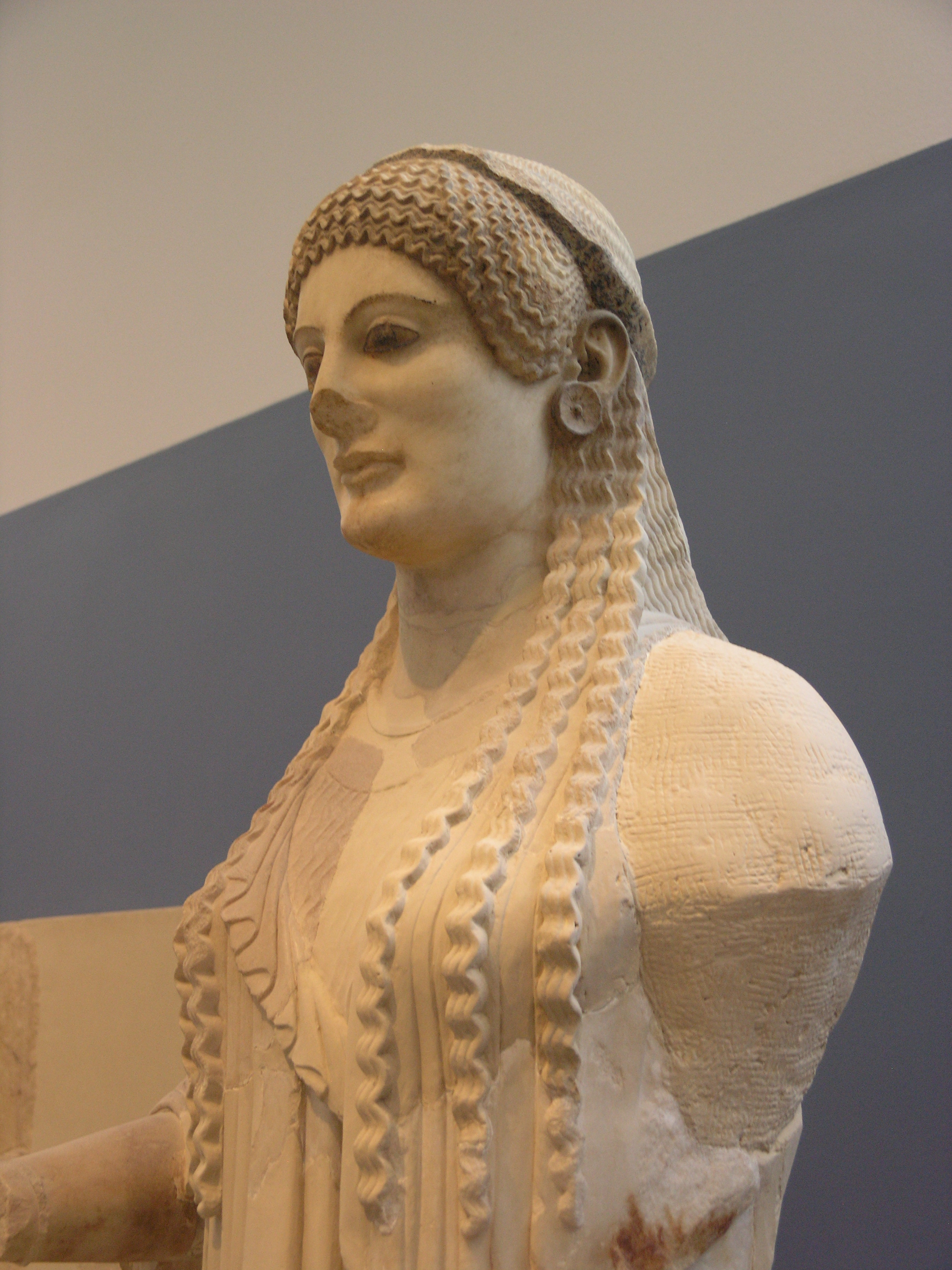
Kore 684, ca. 490 a. C. (Museo de la Acrópolis de Atenas).

## Interpretación
La representación de esta peculiar sonrisa en kuroi y korai se ha interpretado como un rasgo convencional tendente al realismo, que indicaría que el rostro así diseñado pertenece a alguien vivo, queriendo mostrar su bienestar (como la pose que se busca en ciertas fotografías); o, alternativamente, un sentimiento de felicidad a través de la ignorancia. También se ha interpretado como un deseo de complacer a los dioses. No obstante, para la mirada actual, habituada a representaciones mucho más realistas, resulta artificial y forzada. La suposición de que tal rasgo no es más que una falta de habilidad técnica, resultado de la dificultad de representar la curvatura natural de la boca en el bloque de la cabeza, ha sido cuestionada desde el punto de vista antropológico (que asume como más apropiado buscar intencionalidad -razones internas o estilísticas- que impericia en las formas culturales de culturas antiguas o en las mal llamadas "primitivas").

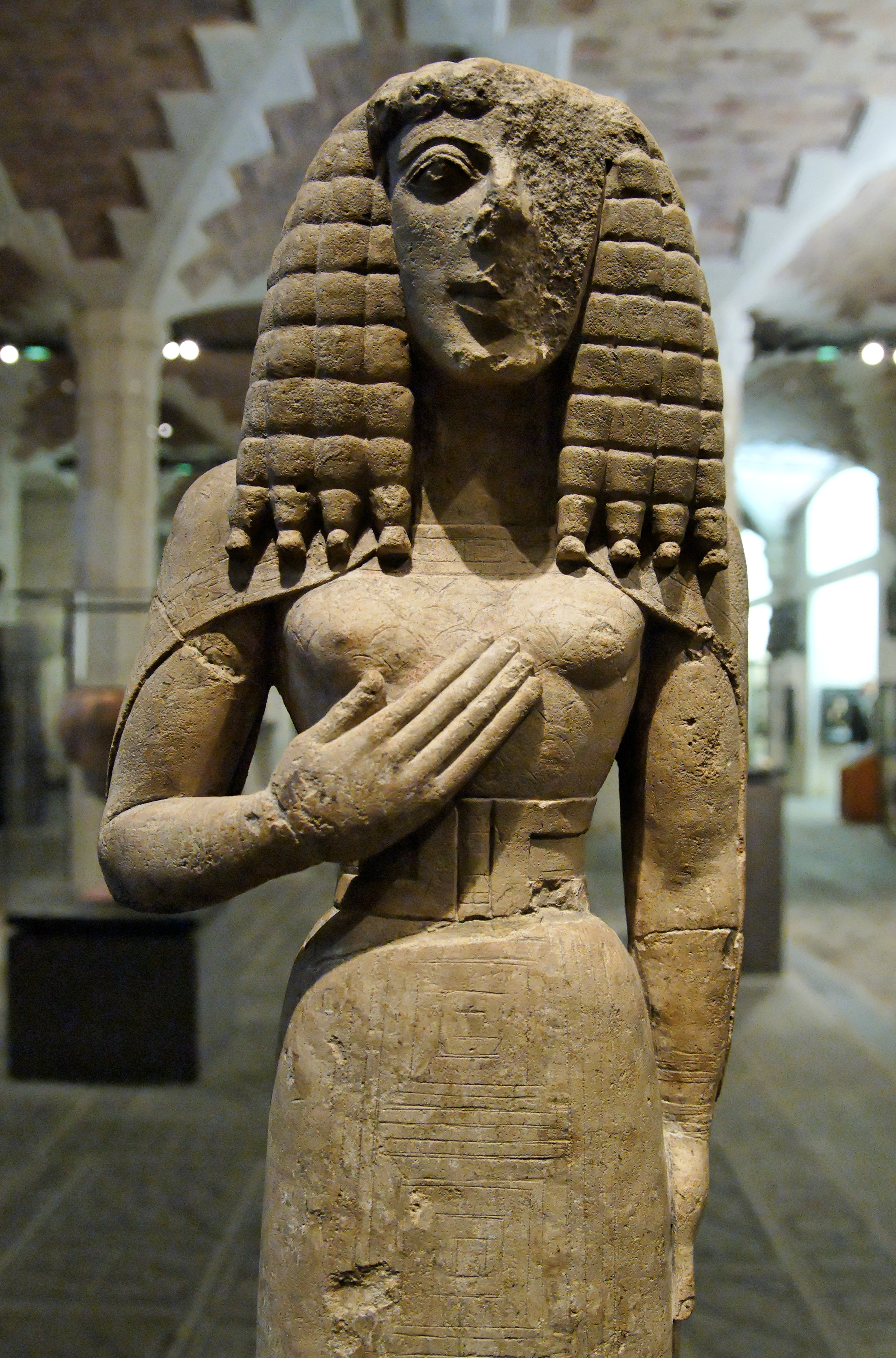
Dama de Auxerre ca. 640 a. C. -630 a. C. (Museo del Louvre).
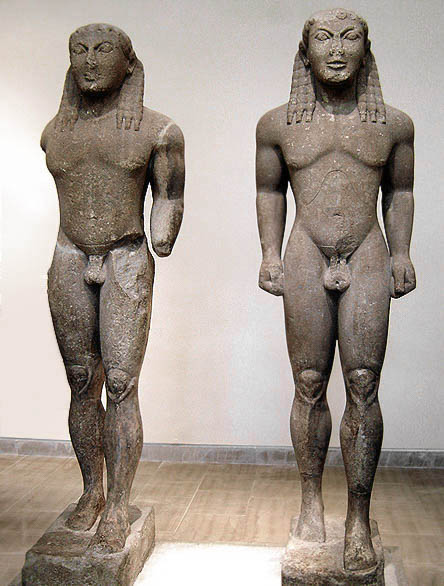
Cleobis y Bitón, ca. 580 a. C. (Museo Arqueológico de Delfos).

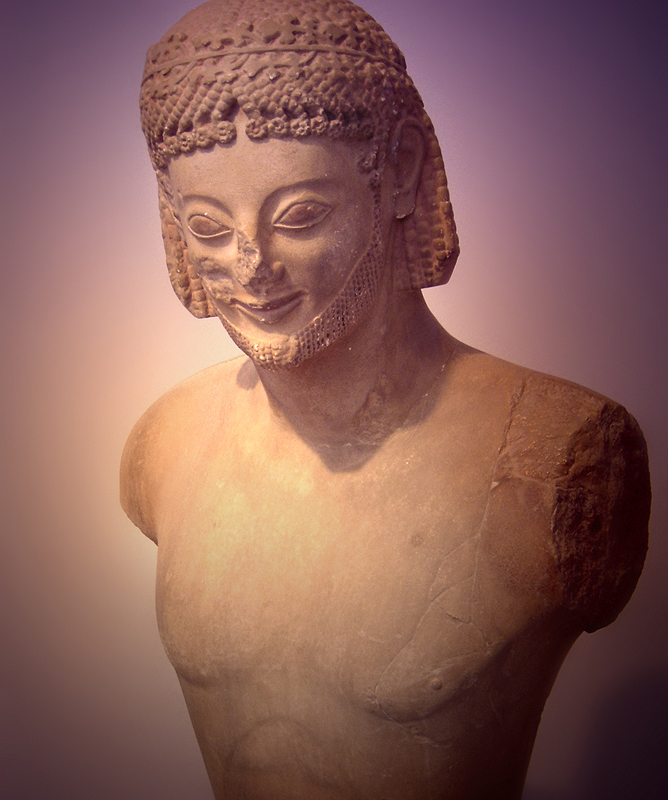
El Jinete Rampin (Cavalier Rampin), ca. 560 a. C. (Museo del Louvre).
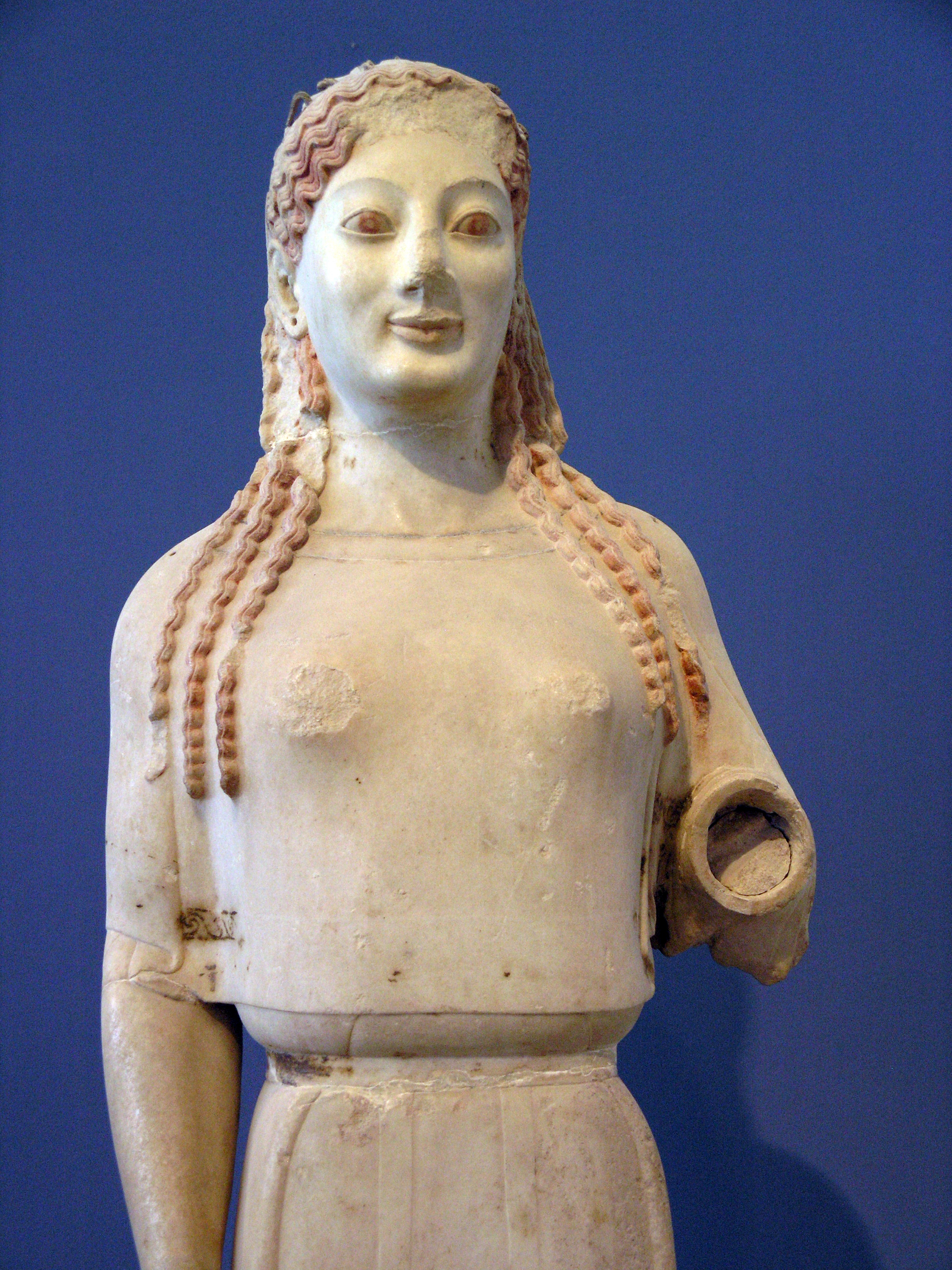
Kore del Peplo o Kore peplófora, ca. 530 a. C. (Museo de la Acrópolis de Atenas).
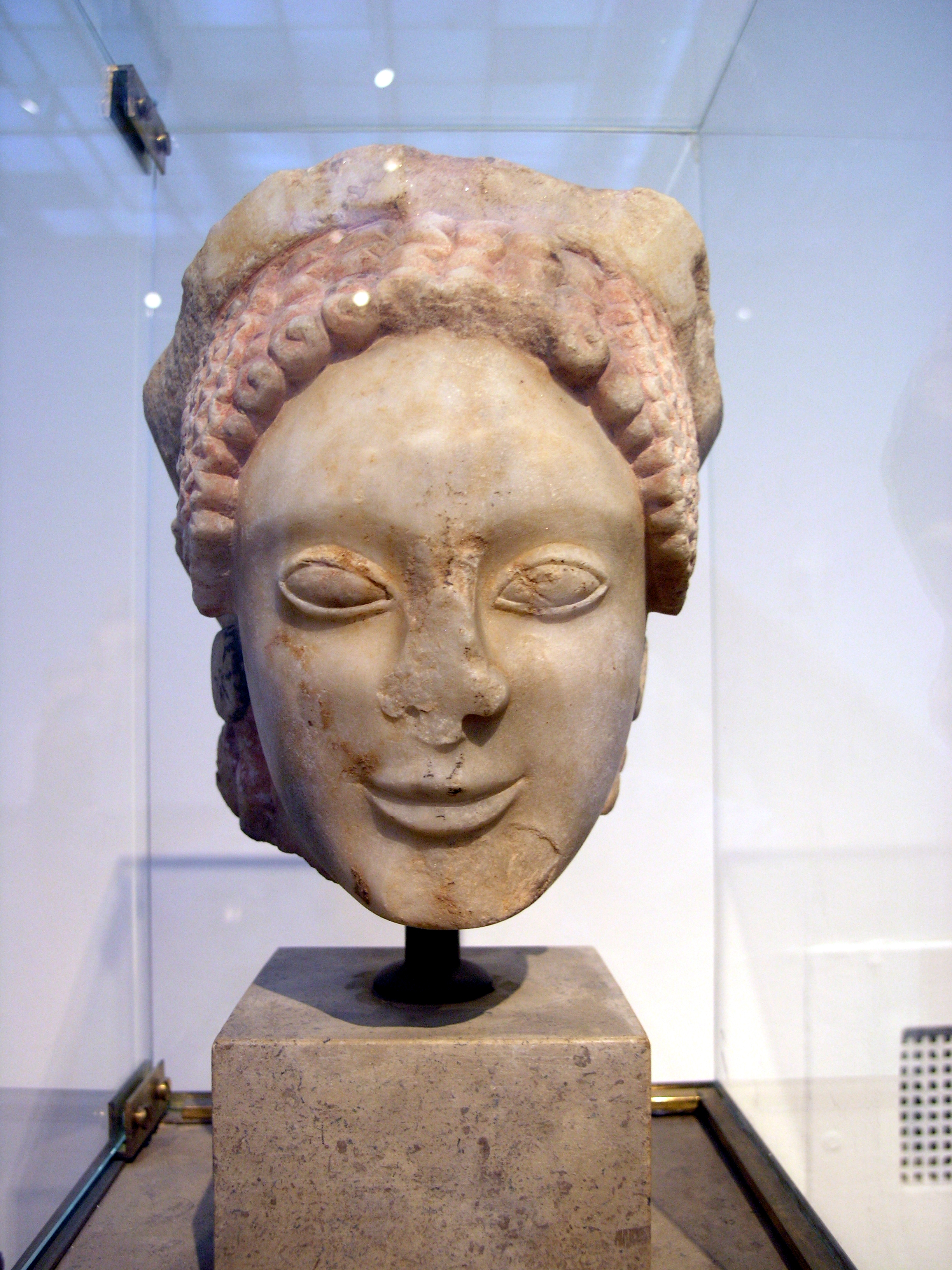
Kore de Eleusis, finales del siglo VI a. C. (Museo Arqueológico Nacional de Atenas).

## Convergencia formal en otras culturas

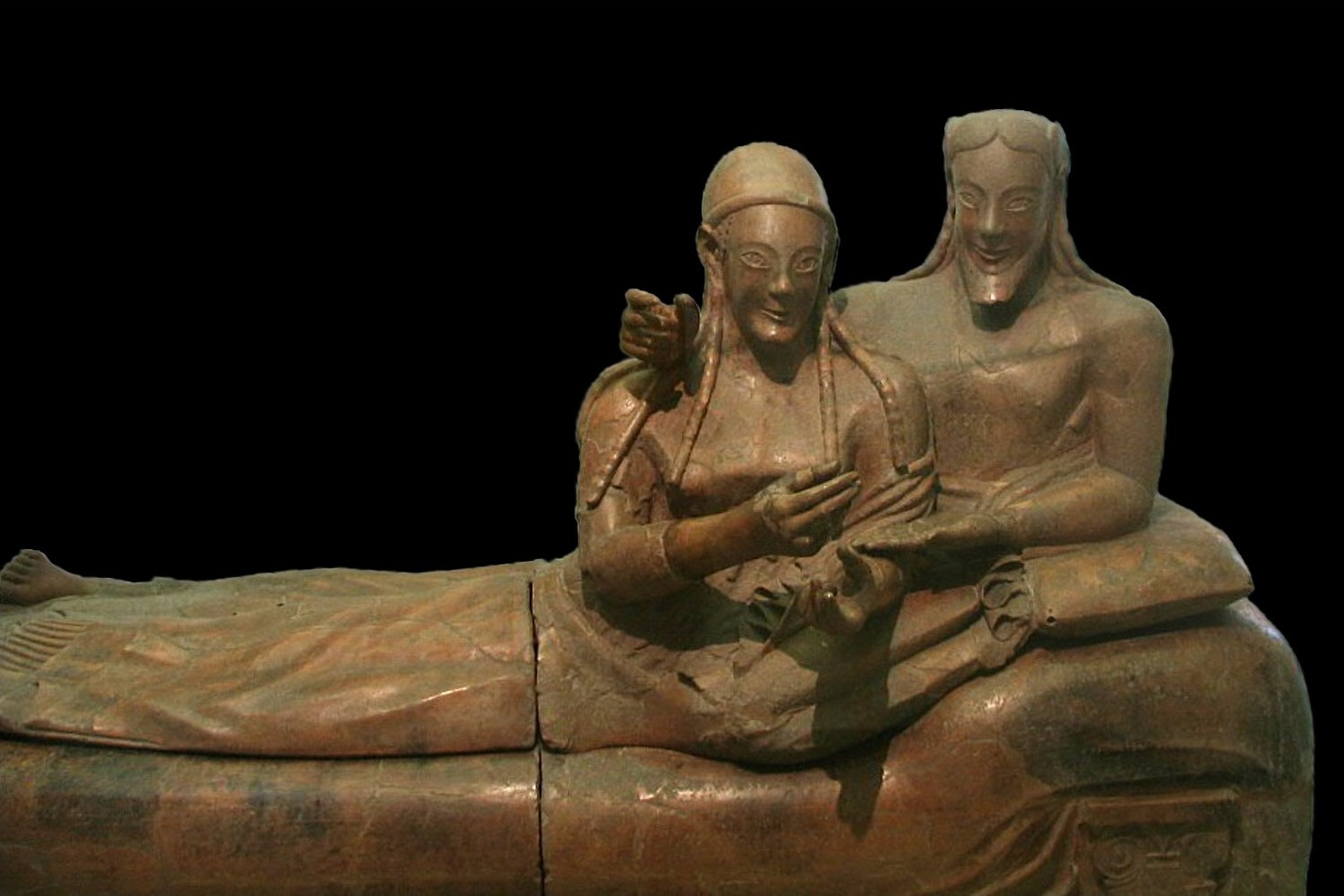
Sarcófago de los esposos, necrópolis de Cerveteri, finales del (Museo Nacional Etrusco de Villa Giulia).

### Sonrisa etrusca
Se han señalado coincidencias estilísticas entre la sonrisa arcaica y la similar sonrisa etrusca, propia de la escultura etrusca, que se solapa en el tiempo con la griega; por lo que no es aventurado suponer influencia griega en ella.

### Sonrisa baekje
En un entorno cultural mucho más alejado en el tiempo y el espacio se dio la sonrisa baekje (reino Baekje, en Corea).

## La sonrisa arcaica en la literatura
John Fowles describe la sonrisa arcaica en su novela The Magus ("El mago").
José Luis Sampedro tiene una novela titulada La sonrisa etrusca.